# حمولة (الهايي)
حمولة (بالفارسية: حموله) هي منطقة سكنية وتقع في إيران في قسم الهايي الريفي. يقدر عدد سكانها بـ 317 نسمة .